# Чемпионат России по конькобежному спорту 1890
Чемпионат России по конькобежному спорту в классическом многоборье 1890 года — второй чемпионат России по конькобежному спорту, который прошёл 24 февраля 1890 года в Москве на катке Зоологического сада.
Чемпионом России стал норвежский конькобежец Адольф Норсенг, призёрами — Теодор Бальчевский и Сергей Пуресев (Москва).
Первые чемпионаты России (1889—1893) проводились на одной дистанции — 3 версты (3180 метров). На чемпионат приглашались иностранные конькобежцы.

## Результаты чемпионата
| место | спортсмен          | город                         | 3 версты (3180 м) |
| ----- | ------------------ | ----------------------------- | ----------------- |
| 1     | Адольф Норсенг     | Норвегия                      | 6.31,7            |
| 2     | Теодор Бальчевский | Великое княжество Финляндское | 6.38,0            |
| 3     | Сергей Пуресев     | Москва                        | 6.38,2            |

## Ссылка
- Сайт Deutsche Eisschnelllauf-Gemeinschaft (нем.)
- Сайт «Общество нержавого конька»